# Boží Dar
Boží Dar är en stad i Tjeckien.   Den ligger i regionen Karlovy Vary, i den västra delen av landet, 110 km väster om huvudstaden Prag. Boží Dar ligger 1 021 meter över havet och antalet invånare är 177.
Terrängen runt Boží Dar är huvudsakligen kuperad, men västerut är den platt. Boží Dar ligger uppe på en höjd.Runt Boží Dar är det ganska tätbefolkat, med 192 invånare per kvadratkilometer. Närmaste större samhälle är Ostrov, 11,6 km söder om Boží Dar. I omgivningarna runt Boží Dar växer i huvudsak blandskog.